# Hanni Salathé
Hanni Salathé (* 18. Juli 1926 in Binningen, heimatberechtigt in Seltisberg; † 28. Juni 2012 in Birsfelden) war eine Schweizer Bildhauerin.

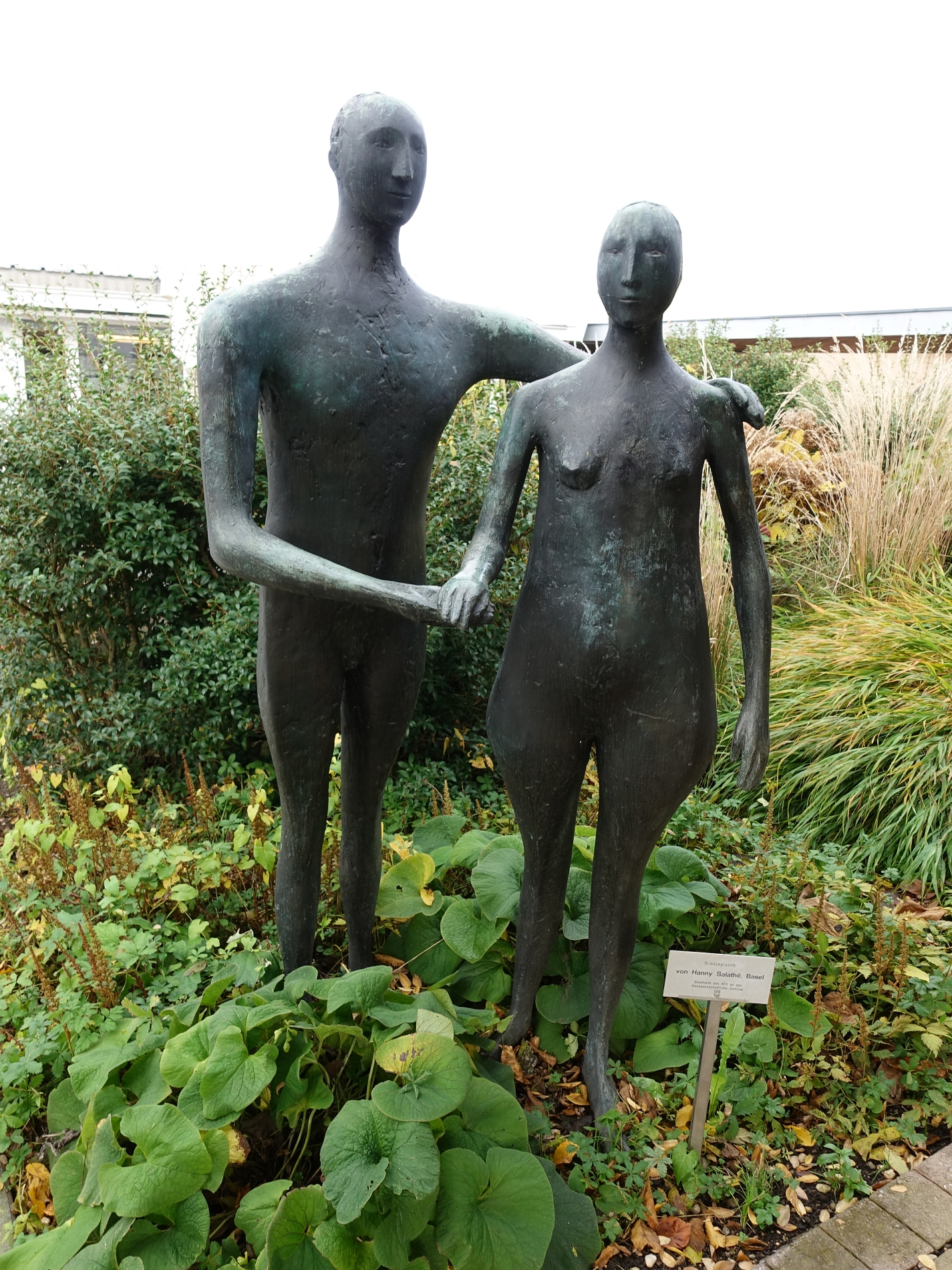
Skulptur, 1956, Coop Tageszentrum in Muttenz

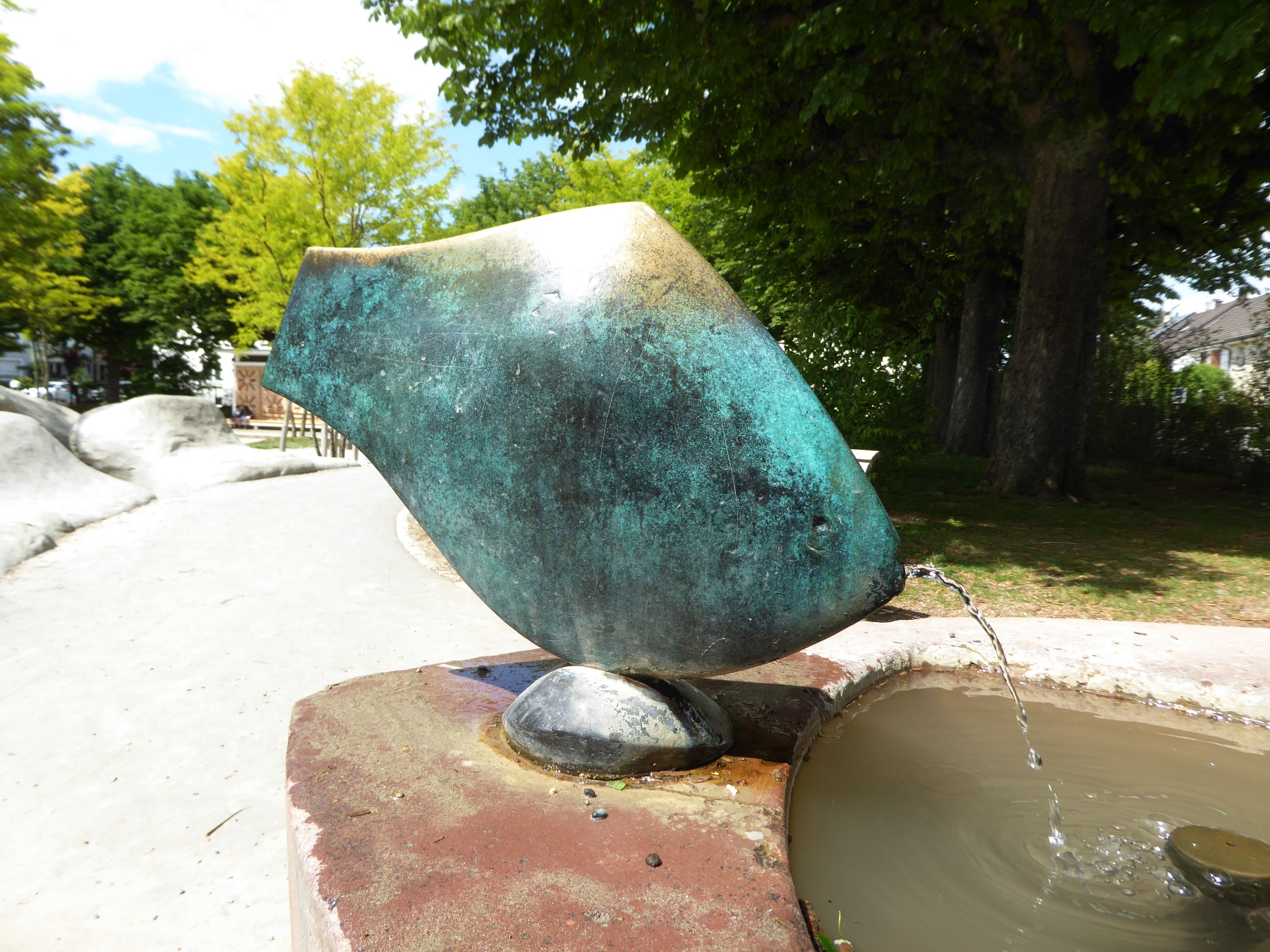
Fisch 1957, Steinbühlmatte-Spielplatz, Basel

## Leben und Werk
Hanni Salathé, in den Basler Künstlerkreisen auch Hannah genannt, siedelte zusammen mit Helene Balmer nach Paris, um von 1949 bis 1953 bei Germaine Richier Bildhauerei zu studieren. Später trat sie der Künstlervereinigung Kreis 48 bei. Salathé erhielt 1953 und 1954 ein Eidgenössisches Kunststipendium. Zudem nahm sie u. a. an Gruppenausstellungen in der Kunsthalle Basel, der Kunsthalle Bern und im Kunstmuseum Bern teil. Die Gründe, warum sie ihre Künstlerlaufbahn nach 1970 beendete, sind nicht geklärt.